# میرلیند داکو
میرلیند داکو (انگلیسی: Mirlind Daku؛ زادهٔ ۱ ژانویهٔ ۱۹۹۸) بازیکن فوتبال است.
از باشگاه‌هایی که در آن بازی کرده‌است می‌توان به باشگاه فوتبال اوسیک اشاره کرد.
وی همچنین در تیم‌های ملی فوتبال زیر ۲۱ سال کوزوو، کوزوو، و آلبانی بازی کرده‌است.